# Programa nuclear israelense
Israel é amplamente considerado como o sexto país do mundo a ter desenvolvido armas nucleares. É um dos quatro países com armas nucleares não reconhecidos como Estados nuclearmente armados pelo Tratado de Não Proliferação de Armas Nucleares (TNP). Os outros três são a Índia, o Paquistão e a Coreia do Norte.
O ex-diretor geral da Agência Internacional de Energia Atómica, Mohamed ElBaradei, considera  Israel como um Estado detentor de armas nucleares. Entretanto, Israel adota uma política conhecida como "ambiguidade nuclear" (também chamada "opacidade nuclear") e nunca admitiu ter armas nucleares. O governo israelense tem repetido ao longo dos anos que não seria o primeiro país a introduzir armas nucleares no Oriente Médio, mas tampouco seria o segundo, sem contudo precisar se também não seria o primeiro país  a fazer uso de armas nucleares na região. Também se negou a firmar o TNP - apesar da pressão internacional nesse sentido -, sob a alegação de que assinar o  Tratado iria contra seus interesses de segurança nacional.
Israel começou a realizar pesquisas nucleares pouco depois de declarar sua independência. O primeiro ministro David Ben Gourion lançou o programa nuclear israelense em 1949, e, com o apoio da França, Israel começou a construir secretamente um reator e uma planta de reprocessamento nuclear no final da década de 1950. Embora o país tenha construído sua primeira bomba nuclear no fim dos anos 1960, isto não foi confirmado publicamente por fontes internas até que Mordechai Vanunu, um antigo técnico do Centro de Pesquisas Nucleares de Neguev, revelou detalhes do programa de armas nucleares à imprensa britânica, em 1986. Atualmente, estima-se  que Israel possua entre 75 e 400 ogivas nucleares, com capacidade de lançá-las por meio de aeronaves, submarinos ou mísseis balísticos intercontinentais

## Testes nucleares
Em 2 de novembro de 1966, Israel teria levado a cabo um teste não nuclear, possivelmente de rendimento zero ou de natureza implosiva.
O único suposto teste nuclear dirigido por Israel ficou conhecido como "incidente Vela": em 22 de setembro de 1979, um satélite norte-americano Vela - construído nos anos 1960 no âmbito do Projeto Vela, cujo objetivo era detectar testes nucleares - informou a ocorrência de um lampejo característico de explosão nuclear no sul do oceano Índico. Em resposta, a administração Carter designou uma comissão liderada pelo professor do MIT Jack Ruina para analisar a confiabilidade da detecção do satélite. O painel concluiu, em julho de 1980, que o lampejo "provavelmente não era de uma explosão nuclear". Entretanto, segundo a inteligência militar, a probabilidade de que realmente se tratasse de um teste nuclear era de 90%, e uma investigação realizada pelo Painel de Inteligência Nuclear (Nuclear Intelligence Panel, NIP), chegou à mesma conclusão. Segundo o jornalista Seymour Hersh, a detecção corresponderia de fato ao terceiro teste nuclear conjunto, realizado por Israel com a África do Sul no oceano Índico, e os israelenses teriam enviado dois navios das FDI e "um contingente de militares e especialistas nucleares israelenses" para acompanhar esse teste.